# Лучия Бозе
Лучия Бозе (на италиански: Lucia Bosè) е италианска актриса.

## Биография
Родена е на 28 януари 1931 г. в Милано. През 1947 г. печели конкурса „Мис Италия“, а малко по-късно започва да се снима в киното и постига широка известност в годините на Италианския неореализъм. Сред известните ѝ роли са тези във филмите „История на една любов“ („Cronaca di un amore“, 1950), „Дамата без камелиите“ („La signora senza camelie“, 1953), „Смъртта на велосипедиста“ („Muerte de un ciclista“, 1955).
През 1955 – 1967 г. е женена за испанския тореадор Луис Мигел Домингин, от когото има две дъщери и син – музиканта Мигел Бозе.
През 2000 г. осъществява мечтата си от младежки години – създава първия в света Музей на ангелите. В експозицията на музея, разположен в градчето Турегано, провинция Сеговия, са изложени повече от 80 творби на съвременни художници и скулптори от различни страни с изображения на ангели..
Умира на 23 март 2020 г. в Сеговия от пневмония, предизвикана от коронавируса COVID-19.

## Избрана филмография
| Година | Филм                     | Оригинално заглавие      | Роля                 | Режисьор               |
| ------ | ------------------------ | ------------------------ | -------------------- | ---------------------- |
| 1950   | Хроника на една любов    | Cronaca di un amore      | Паола Молон Фонтана  | Микеланджело Антониони |
| 1953   | Дамата без камелиите     | La signora senza camelie | Клара Мани           | Микеланджело Антониони |
| 1955   | Смъртта на велосипедиста | Muerte de un ciclista    | Мария Хосе де Кастро | Хуан Антонио Бардем    |
| 1956   | Това се нарича зора      | Cela s'appelle l'aurore  | Клара                | Луис Бунюел            |